# Liste der Monuments historiques in Saint-Thibault (Aube)
Die Liste der Monuments historiques in Saint-Thibault führt die Monuments historiques in der französischen Gemeinde Saint-Thibault auf.

## Liste der Immobilien
| Bezeichnung        | Beschreibung           | Standort               | Kennzeichnung | Schutzstatus | Datum | Bild           |
| ------------------ | ---------------------- | ---------------------- | ------------- | ------------ | ----- | -------------- |
| Kirche St-Thibault | ab dem 12. Jahrhundert | Rue de l’Église (Lage) | PA00078231    | Classé       | 1928  | weitere Bilder |

## Liste der Objekte
| Bezeichnung                               | Beschreibung                                                                              | Standort                               | Kennzeichnung | Schutzstatus | Datum | Bild |
| ----------------------------------------- | ----------------------------------------------------------------------------------------- | -------------------------------------- | ------------- | ------------ | ----- | ---- |
| Pietà                                     | Kalkstein, 16. Jahrhundert; wohl beim Kirchenbrand von 1924 zerstört                      | in der Kirche St-Thibault (Lage)       | PM10002161    | Classé       | 1908  |      |
| Skulptur Madonna mit Kind                 | Kalkstein, 14. Jahrhundert; wohl beim Kirchenbrand von 1924 zerstört, Gipsabguss erhalten | in der Kirche St-Thibault (Lage)       | PM10002160    | Classé       | 1908  |      |
| Skulptur Heiliger Theobald als Einsiedler | Kalkstein, 16. Jahrhundert                                                                | außen an der Kirche St-Thibault (Lage) | PM10002158    | Classé       | 1908  |      |
| Reiterskulptur Heiliger Theobald          | Kalkstein, 16. Jahrhundert                                                                | außen an der Kirche St-Thibault (Lage) | PM10002159    | Classé       | 1908  |      |
| Skulptur Heilige Barbara                  | Kalkstein, farbig gefasst, 16. Jahrhundert; wohl beim Kirchenbrand von 1924 zerstört      | in der Kirche St-Thibault (Lage)       | PM10002162    | Classé       | 1913  |      |
| Skulptur Ecce homo                        | Kalkstein, farbig gefasst, Ende des 16. Jahrhunderts                                      | in der Kirche St-Thibault (Lage)       | PM10002163    | Classé       | 1959  |      |